# IST Истиглал
IST-14,5 Истиглал — 14,5 мм крупнокалиберная снайперская винтовка, разработанная по традиционной схеме под 14,5 х 114 мм патрон на заводе Телемеханика в г. Ширван  Министерства оборонной промышленности Азербайджана. Винтовка «Истиглал» выпускается с 2008 года и продолжает совершенствоваться. Наименование «Истиглал» означает самостоятельность, независимость или суверенитет.

## Назначение
Основное назначение этой винтовки — борьба с техническими средствами противника на средних и больших (для стрелкового оружия) дальностях. Для этого в винтовке используются весьма мощные боеприпасы — 14,5 мм бронебойные патроны. Основными целями для винтовки IST Истиглал могут являться автомобили, самолёты и вертолёты на стоянках, средства связи, топливохранилища, против которых особенно эффективны 20-мм снаряды. 14,5 мм патроны используются для стрельбы по более защищённым целям, например, по бронетранспортёрам или укреплённым сооружениям, или при стрельбе на больших дальностях (порядка трёх километров).

## Конструкция

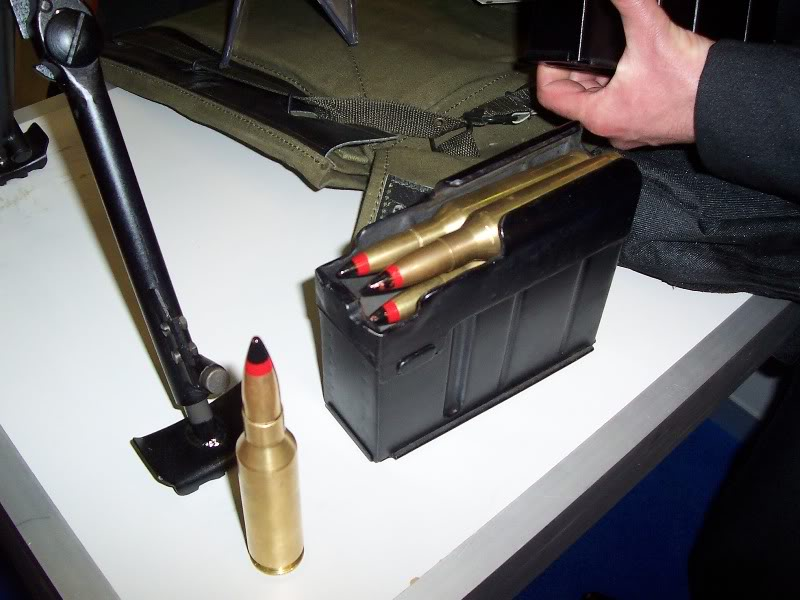
Боеприпасы к винтовке.

Винтовка IST построена на основе традиционной схемы с ручным перезаряжанием продольно скользящим поворотным затвором. Запирание ствола затвором осуществляется на 6 боевых упоров. Стволы IST быстросменные, что позволяет в полевых условиях сменить калибр винтовки путём установки нового ствола в комплекте с затвором и магазином под другой калибр. Питание осуществляется коробчатыми магазинами на 3 патрона. Основное отличие этой винтовки от других — наличие в конструкции мощного откатного механизма, включающего в себя гидравлический демпфер и пневматический накатник (по типу артиллерийских систем). При выстреле жестко запертый ствол откатывается внутри корпуса оружия, чем достигается смягчение мощной отдачи. Дополнительно отдачу снижают развитый дульный тормоз и амортизирующая подушка на затыльнике приклада. Винтовка предназначена только для стрельбы с упора, для чего имеет складную двуногую сошку. Прицельные приспособления — оптический 8Х прицел на быстросъемном креплении, не требующий перепристрелки оружия после снятия и установки прицела. В районе центра масс на винтовке установлена специальная рама, служащая как для переноски винтовки на небольшие дистанции, так и для защиты прицела. Для транспортировки винтовка разбирается на основные компоненты и пакуется в два тюка, которые могут переноситься за спиной двумя номерами расчёта винтовки. В один тюк входит ствол, магазины, затвор и оптический прицел, в другой — корпус оружия с сошками. Масса каждого тюка — порядка 12—15 кг.

## Новая модель
В 2009 году министерство оборонной промышленности Азербайджана начало производство новой модифицированной крупнокалиберной снайперской винтовки «IST-12,7» которая была готова к 2010 году. Калибр новой винтовки — 12,7 миллиметров, вес составляет 15 килограммов. По остальным характеристикам «IST-12,7» не отличается от первой модели.

## Страны-эксплуатанты
- Вооружённые силы Азербайджана — на вооружении сил специальных операций Азербайджана[3]
- Вооружённые силы Иордании — используется[4].
- Вооружённые силы Пакистана — используют эти винтовки; есть планы на стадии реализации, о покупке большего количества этих винтовок[5].
- Вооружённые силы Турции — неизвестное количество было передано ВС Турции[6]  В 2010 году было достигнуто соглашение между Турцией и Азербайджаном о совместном производстве винтовки. В феврале 2011 года Министерство оборонной промышленности Азербайджана подписало с Организацией химической промышленности Турции соглашение о совместном производстве снайперской винтовки «IST-12,7»[2][7].